# 韋氏南方三棘魨
韋氏南方三棘魨（學名：Trixiphichthys weberi）為南方三棘魨屬的唯一物種，屬魨形目三棘魨科，為熱帶海水魚，分布於西太平洋區，包括印尼、菲律賓、澳洲北部及孟加拉灣海域，棲息深度可達65公尺，體長可達30公分，棲息在沙底質水域，以底棲性無脊椎動物為食，可作為食用魚。

## 扩展阅读
維基物種上的相關：韋氏南方三棘魨